# Bulbophyllum glutinosum
Bulbophyllum glutinosum es una especie de orquídea epifita  originaria de  	 Brasil. 

## Distribución y hábitat
Se encuentra en el estado de Minas Gerais en Brasil.

## Taxonomía
Bulbophyllum glutinosum fue descrita por (Barb.Rodr.) Cogn. y publicado en Flora Brasiliensis 3(5): 597. 1902.
Etimología
Bulbophyllum: nombre genérico que se refiere a la forma de las hojas que es bulbosa.
glutinosum: epíteto latino que significa "muy pegajoso".
Sinonimia
- Didactyle glutinosa Barb.Rodr.[4][5]